# 拜倫 (迷你劇)
《拜倫》（英語：Byron）是一部2003年出品的英國兩集迷你影集或電視電影，故事改編自拜倫勳爵成年以後的生活。由尼克·迪耳編劇，茱莉安·法林諾執導，強尼·李·米勒出演第一主角拜倫，凡妮莎·蕾格烈芙飾演墨爾本子爵夫人伊莉莎白·蘭姆。此劇於2003年9月在BBC分兩集首播。

## 登場角色
| 演員              | 角色                  |
| ----------------- | --------------------- |
| 強尼·李·米勒      | 拜倫勳爵              |
| 史蒂芬·坎博·摩爾  | 約翰·霍布豪斯男爵     |
| 奧利佛·米爾班     | 史柯柏·戴維斯         |
| 菲利浦·葛林尼斯特 | 威廉·佛萊謝           |
| 凡妮莎·蕾格烈芙   | 伊莉莎白·蘭姆子爵夫人 |
| 娜塔莎·李德       | 奧古絲塔·李           |
| 卡蜜拉·鮑華       | 卡羅林·蘭姆女爵       |
| 茱莉·卡克斯       | 安·伊莎貝拉·拜倫      |
| 奧利佛·迪姆斯代爾 | 珀西·比希·雪萊        |
| 莎莉·霍金斯       | 瑪麗·雪萊             |

## 集數
| 集數 | 標題          | 首播日期      | 英國收視  |
| ---- | ------------- | ------------- | --------- |
| 1    | 榛睡鼠之夏 (The Summer of a Dormouse) | 2003年9月27日 | 2,100,000 |
| 2    | 雄辯滔滔 (The Eloquence of Action)   | 2003年9月28日 | 1,800,000 |

## VCD與DVD
- 香港得利影視於2004年9月17日推出VCD，[2]2片裝，附粵語配音和繁體中文字幕。
- 香港得利影視於2004年9月17日發行3區DVD，[3]1片裝，帶英語原聲和粵語配音兩條音軌，備香港繁體中文、臺灣正體中文和英文三條字幕。

## 外部連結
- 互联网电影数据库（IMDb）上《拜倫》的资料（英文）
- AllMovie上《拜倫》的资料（英文）
- 爛番茄上《拜倫》的資料（英文）
- 香港得利影視官網上《拜倫》的DVD資料 （繁體中文）
- 紐約時報上《拜倫》的影評 （英文）